# Stevie Wonder
Stevie Wonder (nume la naștere Stevland Hardaway Judkins; și-a schimbat mai târziu numele în Stevland Hardaway Morris; n. 13 mai 1950, Saginaw, Michigan, SUA)  este un cântăreț, compozitor, multi-instrumentist și producător american. Este orb din naștere. A semnat un contract cu casa de discuri Motown la vârsta de 11 ani și continuă să cânte pentru aceasta și în ziua de azi.

## Tinerețea
Stevie Wonder s-a născut în Saginaw, Michigan în anul 1950, fiind al treilea din cei 6 copii ai lui Calvin Judkins și Lula Mae Hardaway Morris. Din cauza nașterii premature, vasele de sânge din spatele ochilor nu au ajuns până în față, ceea ce a făcut ca retinele lui să se detașeze. Termenul medical pentru această situație este de ROP și a fost probabil agravat de oxigenul pe care l-a primit în incubator, dar acest tratament nu a fost cauza primară a orbirii sale.
Când avea 4 ani, mama sa l-a părăsit pe tatăl său și s-a mutat împreună cu copiii ei în Detroit. Mama lui Wonder și-a schimbat numele înapoi în Lula Hardaway Morris, iar Morris rămâne numele legal al lui Wonder. Acesta a luat lecții de pian la vârsta de 7 ani și l-a învățat perfect la vârsta de 9 ani. În timpul copilăriei sale, a făcut parte din corul bisericii. De asemenea, a învățat singur să cânte la armonică și tobe, perfecționându-se până la vârsta de 10 ani. Wonder a mai învățat să cânte la bas în timpul copilăriei.

### Descoperirea și primele înregistrări la Motown
În anul 1961, la vârsta de 11 ani, Wonder a fost descoperit cântând la colțul unei străzi de către o rudă a trupei The Miracles, Ronnie White, care a făcut mai târziu cunoștință cu Wonder. White l-a adus pe Wonder și pe mama sa la Motown Records. Impresionat de tânărul muzician, șeful executiv de la Motown, Berry Gordy i-a făcut un contract cu Motown Records cu numele de Little Stevie Wonder (Micuțul Stevie Minune). Înainte de a semna, producătorul Mickey Stevenson i-a dat numele de scenă lui Wonder, după ce a spus „This boy is a wonder” (băiatul ăsta este o minune). Apoi, acesta a înregistrat hitul „I Call It Pretty Music, But Old People Call It Blues” (Eu o numesc muzică drăguță, dar oamenii bătrâni o numesc blues), care a fost lansat în anul 1961. Wonder și-a lansat primele sale două albume, The Jazz Soul of Little Stevie Wonder și Tribute to Uncle Ray, în anul 1962, dar nu a avut mult succes.

## Cariera muzicală

### Succesul de la început: 1963-1971
La vârsta de 13 ani, Wonder a avut un hit mare, „Fingertips (Pt. 2)”, apărut în anul 1963, este un single luat de pe o înregistrare live de la Motown, introdusă apoi în albumul Recorded Live: The 12 Year Old Genius (Înregistrări Live: Geniul De 12 Ani). Acest cântec, în care Wonder cânta cu vocea și armonica, iar tânărul Marvin Gaye la tobe, a fost nr. 1 în topurile SUA de muzică pop și R&B și l-a lansat în ochii publicului.
În anul 1964, Stevie Wonder și-a făcut debutul în film, jucând în filmul Muscle Beach Party în rol propriu, ca „Little Stevie Wonder”. S-a întors în continuarea acestuia lansată mai târziu cu 5 luni, Bikini Beach. A cântat în ambele filme piesele „Happy Street” și „Happy Feelin'(Dance and Shout)”.
Renunțând la „Micuțul” din porecla sa, Wonder a mai avut câteva hituri la mijlocul anilor 1960, printre care și „Uptight (Everything's Alright)”, „With a Child's Heart” și „Blowin' in the Wind”, un cântec al lui Bob Dylan, cântat de Wonder și mentorul său, Clarence Paul. Apoi, Wonder a început să lucreze ca și compozitor la Motown și a compus cântece atât pentru el, cât și pentru colegii săi, incluzând și „Tears of a Clown”, un hit care a ajuns pe locul 1, cântat de The Miracles.

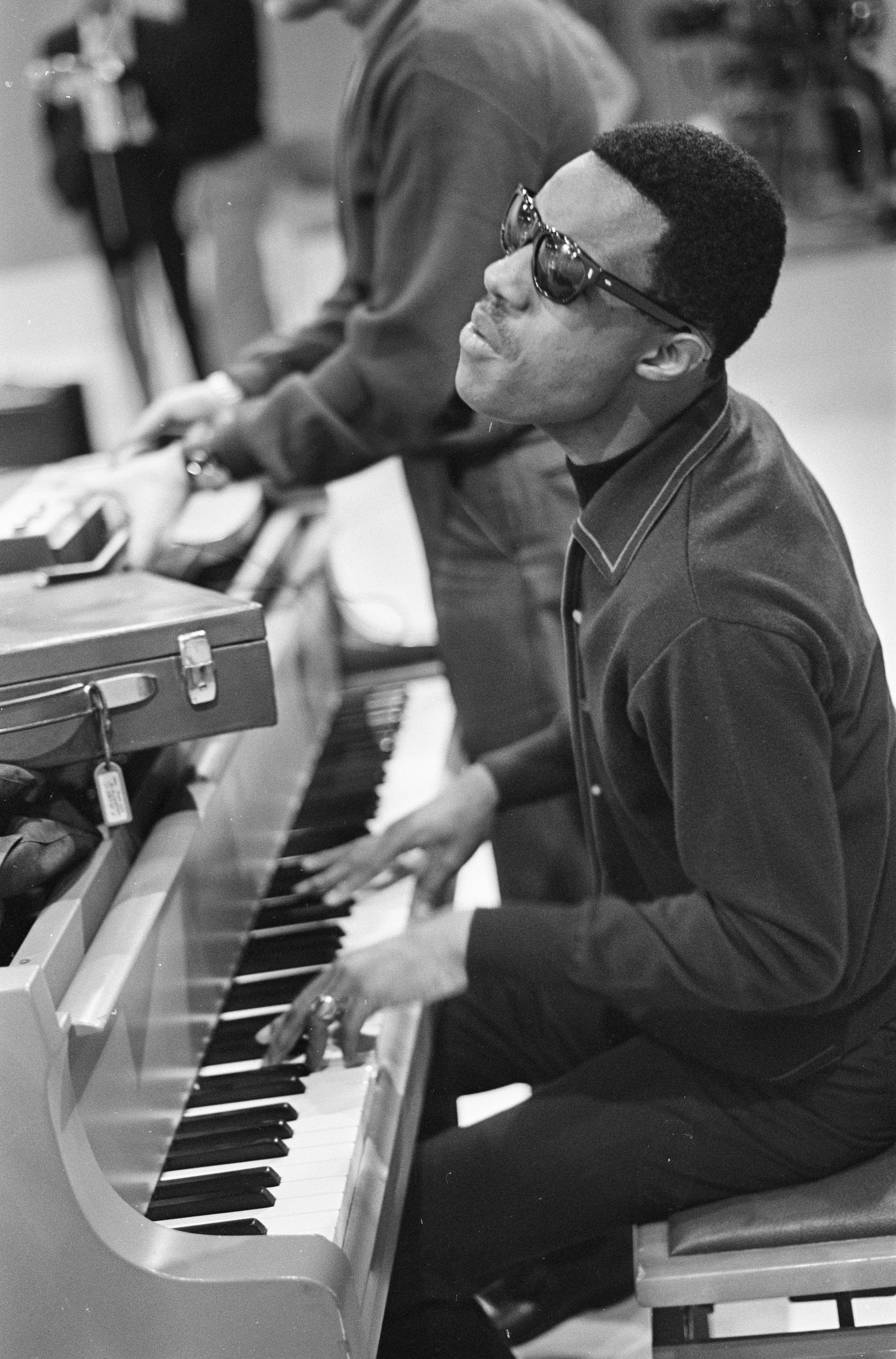
Stevie Wonder în 1967

În anul 1968 a înregistrat un album cu piese instrumentale de jazz/soul, majoritatea fiind de armonică, lansat sub pseudonimul (și titlul) Eivets Rednow, care este „Stevie Wonder” citit invers. Albumul nu a atras prea multă atenție, iar singurul său single, „Alfie” a ajuns doar pe locul 66 în topul SUA al muzicii pop. Wonder a avut câteva hituri între anii 1968 și 1970, cum ar fi „I Was Made To Love Her”, „For Once In My Life” și „Signed, Sealed, Delivered I'm Yours”. În septembrie 1970, Wonder s-a căsătorit cu Syreeta Wright, secretară formală și compozitoare la Motown. Pentru următorul său album, Where I'm Coming From, nevasta sa, Syreeta l-a ajutat cu câteva aspecte de producție, cu permisiunea lui Gordy. Albumul nu a avut succes. La aniversarea sa de 21 de ani, pe data de 21 mai 1971, contractul său cu Motown a expirat.
În anul 1970, Wonder a cântat la mai multe instrumente în hitul „It's a Shame” pentru trupa The Spinners. Contribuția sa avea rolul de a arăta talentul său și de a ajuta la negocierile cu Gordy.

### Perioada clasică: 1972-1976
Wonder și-a înregistrat independent două albume pe care le-a folosit apoi ca unelte în negocierea cu Motown. Până la urmă aceștia au acceptat să îi ofere controlul creativ total și drepturile pentru cântecele sale; acest contract de 120 de pagini l-a înlocuit pe precedentul, oferindu-i lui Wonder un procentaj mai mare din drepturile de autor.<name="rshrr80"/> Wonder s-a întors la Motown în martie 1972 cu albumul Music of My Mind. Spre deosebire de alte albume care conțineau o colecție de single-uri, acest album avea cântece cu o ordine tematică. Versurie sale erau pe teme sociale, politice și mistice, precum și unele romantice, iar părțile instrumentale erau înregistrate în mare parte de el. Aceasta a fost începutul așa-zisei perioade clasice din cariera lui Wonder din timpul anilor '70. Music of My Mind a marcat începutul unei lungi colaborări cu cei de la Tonto's Expanding Head Band (Robert Margouleff și Malcolm Cecil).
Lansat în anul 1972, albumul Talking Book conține hit-ul „Superstition”, care este unul dintre cele mai distinctive și faimoase exemple ale sunetului oferit de clavinetul Hohner. Original fiind pentru chitaristul rock Jeff Beck, cântecul are influențe de rock, ceea ce i-a adus lui Wonder o audiență mai mare la posturile de radio rock. Talking Book mai conține și piesa „You Are the Sunshine of My Life”, care a fost de asemenea un hit. Turul lui Stevie Wonder cu cei de la The Rolling Stones, 1972 American Tour a fost de asemenea un factor pentru succesul pieselor „Superstition” și „You Are the Sunshine of My Life”. Cele două cântece au câștigat trei premii Grammy. Într-un episod din emisiunea pentru copii Sesame Street, care a fost transmisă în direct în aprilie 1973, Wonder și trupa sa au cântat „Superstition”, precum și un cântec original numit „Sesame Street Song”.
Viziunile sale politice au fost aduse la vedere cel mai mult în următorul său album, Innervisions, lansat în anul 1973. Albumul conține piesele „Higher Ground” și „Living for the City”. Ambele au ajuns pe locul 1 în topurile R&B. Balade populare precum „Golden Lady” și „All in Love is Fair” au fost prezente, într-un amestec de dispoziții și sentimente. Innervisions a câștigat trei premii Grammy, printre care și Albumul Anului. Albumul se află pe locul 23 în revista Rolling Stone top 500 Albume din toate timpurile. Wonder a devenit cel mai influent muzician de culoare al anilor '70.
Pe data de 6 august 1973, Wonder a fost implicat într-un grav accident rutier, în timpul unui tur din Carolina de Nord. Un buștean dintr-un camion a trecut prin parbriz și l-a lovit în cap. În urma accidentului a stat în comă 4 zile și și-a pierdut temporar mirosul și gustul.
În ciuda unei pauze, Wonder a reușit să recupereze activitatea muzicală și a apărut în concert la Madison Square Garden în martie 1974. Albumul „Fulfilligness' First Finale” a apărut în iulie 1974 și a lansat două hituri în topurile pop: „You Haven't Done Nothin” (un protest politic la adresa lui Richard Nixon) și „Boogie On Reggae Woman”. Acesta a câștigat trei premii Grammy, unul din ele fiind din nou Albumul Anului.
În același an, Wonder a făcut parte din albumul „A Toot and a Snore In '74”, fiind singurul album cunoscut în care John Lennon și Paul McCartney cântă împreună după despărțirea trupei The Beatles. De asemenea, a fost co-scriitor și producător în albumul soției sale, Syreeta Wright, Stevie Wonder Presents: Syreeta.
Pe data de 4 octombrie 1975, Wonder a cântat în cadrul concertului „Wonder Dream Concert” în Kingston, Jamaica, un concert de caritate pentru Institutul Jamaican pentru orbi. Împreună cu Wonder, cei trei membri ai trupei The Wailers — Bob Marley, Peter Tosh și Bunny Wailer — au cântat împreună pentru ultima dată.
Până anul 1975, la vârsta de 25 de ani, Stevie Wonder a câștigat două premii Grammy consecutive: în 1974 pentru Innervisions și în 1975 pentru Fulfilligness' First Finale. Anul următor, cântărețul Paul Simon a câștigat premiul Grammy Albumul Anului pentru albumul „Still Crazy After All These Years”. În timpul discursului, Simon i-a mulțumit în glumă lui Stevie Wonder pentru că nu a mai scos niciun album anul acela.
Albumul dublu „EP Songs in the Key of Life” a fost lansat în septembrie 1976. Cu un stil întins, extrem de ambițios și uneori versurile greu de înțeles, albumul a fost greu de asimilat pentru unii ascultători, dar este totuși considerat drept unul din marile realizări ale lui Wonder și al muzicii pop din toate timpurile. Acesta a fost primul album al unui cântăreț american care a debutat direct pe locul 1 în topuri și și-a păstrat poziția pentru 14 săptămâni neconsecutive. Două melodii au avut succes în topurile R&B/Pop, „I Wish” și „Sir Duke”. Melodia „Isn't She Lovely” a fost scrisă pentru fiica sa nou-născută, Aisha, în timp ce melodii precum „Love's in Need of Love Today” (care Wonder îl va cânta la teledonul „11 septembrie 2001 America: A Tribute to Heroes”) și „Village Ghetto Land” oferă o stare melancolică. Songs in the Key of Life a câștigat premiul Albumul Anului, precum și alte două premii Grammy. Acesta ocupă locul 56 în revista Rolling Stone top 500 albume din toate timpurile.
După un foarte concentrat și susținut nivel de creativitate, Wonder a încetat să mai înregistreze timp de trei ani. Albumele scoase de el în această perioadă au influențat lumea muzicii la acea vreme. În anul 2005, Kanye West a spus în legătură cu propria muncă: „Nu încerc să concurez cu ce este pe piață acum. Eu încerc să concurez cu Innervisions și Songs in the Key of Life. Sună ca o blasfemie muzicală să zici asta, dar de ce să nu îți fixezi acest obiectiv?”

### Perioada comercială: 1979-90
Următoarea etapă a carierei lui Wonder a fost cea în care s-a bucurat de recompensele legendarei sale perioade clasice. În anii '80, Wonder a atins un nivel nemaivăzut de popularitate, evidențiat de o creștere a vânzării albumelor sale, participarea la acțiuni de caritate, colaborări importante, impact politic și apariții TV.
Hotter than July (1980) a fost primul album single de succes al lui Wonder, iar single-ul „Happy Birthday” (La mulți ani) a ajutat foarte mult la campania lui pentru a transforma ziua de naștere a Dr. Martin Luther King într-o sărbătoare națională. Albumul a mai inclus și „Master Blaster (Jammin')”, dedicat lui Bob Marley, „All I Do” și balada „Lately”.

## Impact

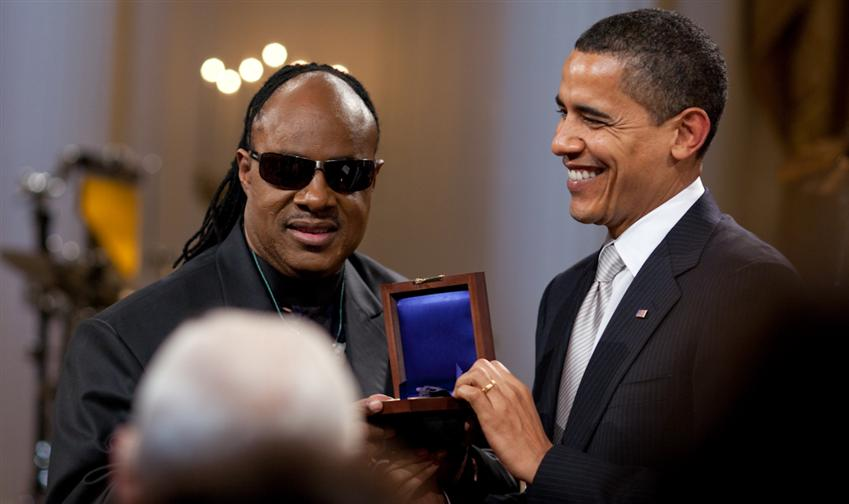
Wonder primeşte premiul Gershwin pentru Creaţia pe durata vieţii de la preşedintele Statelor Unite, Barack Obama.

Succesul lui Wonder ca interpret muzical a influențat muzica populară. Persoane importante, printre care și muzicieni celebri care susțin faptul că Wonder i-a influențat și inspirat sunt: Stevie Ray Vaughan, India.Arie, Barack Obama, Blackstreet, Gloria Estefan, Musiq Soulchild, George Michael, The Neptunes, Luciano Pavarotti, Tupac Shakur, Will Smith, Coolio, Snoop Dogg, Kirk Franklin, Mary J. Blige, Mariah Carey, Michael Jackson, Babyface, Kelis, Donnell Jones, Jermaine Jackson, Janet Jackson, Luther Vandross, N'Sync, Glenn Lewis, Dru Hill, Boyz 2 Men, Alicia Keys, Eric Hutchinson, Carrie Underwood, Elton John, John Legend, Prince, Anthony Kiedis (solistul trupei Red Hot Chilli Peppers), Sting, Beyoncé Knowles, Aaliyah, Brandy, Justin Timberlake, Ashanti, Shogo Hamada, Jason Kay (solistul trupei Jamiroquai), Utada Hikaru, Ken Hirai, Whitney Houston, Wang Leehom, Lenny Kravitz, Glenn Hughes, și Erykah Badu.
Wonder a apărut ca și cântăreț în înregistrări ale altor artiști, printre care și Carly Simon, Busta Rhymes, Quincy Jones, Sting, Pointer Sisters, Barbra Streisand, Andrea Bocelli, Jeff Beck, Snoop Dogg, Elton John, Lenny Kravitz, Billy Preston, James Taylor, Roberta Flack, Smokey Robinson, Paul McCartney, Tony Bennett, Frank Sinatra, Queen Latifah, The Supremes, Babyface, The Beach Boys, Chaka Khan, Herbie Hancock, Luther Vandross, The Temptations, Gloria Estefan, Andrae Crouch, Michael Jackson, Jermaine Jackson, John Denver, BeBe Winans, Julio Iglesias, Don Henley, Take 6, The Flying Burrito Brothers, Rod Stewart, The Gap Band, 'NSYNC, The Manhattan Transfer, Donna Summer, Eurythmics, B.B. King, Jon Gibson („Have a Talk With God”), Paula Abdul, și Whitney Houston.
Soliștii Minnie Riperton, Deniece Williams și Angela Winbush și-au început cariera ca soliști în anii 1970 în corul lui Wonder din turul „Wonderlove”
Cântecele lui Wonder sunt foarte cunoscute pentru că sunt greu de cântat. Are un simț al armoniei foarte dezvoltat și folosește note extinse în compozițiile sale. Multe din melodiile sale au schimbări bruște și imprevizibile. În cadrul festivității American Idol din Hollywood, Randy Jackson, care era membru al juriului, a menționat de mai multe ori gradul înalt de dificultate ale cântecelor sale. Unele din cele mai cunoscute cântece ale sale sunt cântate în chei, ceea ce este mai mult specific jazz-ului decât la muzica rock sau pop.
În timpul alegerilor prezidențiale din SUA în 2008, Wonder a fost susținător al lui Barack Obama.

## Viața personală
Wonder a fost căsătorit de două ori — cu cântăreața Syreeta Wright din 1970 până în anul 1972; și din 2001 cu designerul de modă Kai Milla Morris. Are șapte copii din urma celor două căsătorii și alte câteva relații.
Fiica sa, Aisha Morris, a fost inspirația sa pentru cântecul „Isn't She Lovely”. Aisha Morris este cântăreață care a făcut turneuri împreună cu tatăl ei și l-a acompaniat în anumite înregistrări., inclusiv în albumul său din 2005, A Time 2 Love. Wonder are doi fii cu Kai Milla Morris; cel mai mare se numește Kailand și uneori apare pe scenă ca toboșar împreună cu tatăl său. Fiul mai mic, Mandla Kadjay Carl Stevland Morris, s-a născut pe 13 mai 2005, în ziua în care Wonder împlinea 55 de ani.
În mai 2006, mama sa a decedat în Los Angeles, California la vârsta de 76 de ani. În timpul concertului din Marea Britanie, Birmingham pe data de 8 septembrie 2008, acesta a declarat că va începe din nou turneele, în urma pierderii sale. „Vreau să iau toată durerea pe care o simt, să sărbătoresc și să uit totul”.
Copii:
- Aisha Morris (născută în aprilie 1975) (cu Yolanda Simmons)
- Keita Morris (cu Yolanda Simmons)
- Kwame Morris
- Mumtaz Morris (cu Melody McCulley)
- Sophia Morris
- Kailand Morris (cu Kai Milla Morris)
- Mandla Kadjay Carl Stevland Morris (născut pe 13 mai 2005) (cu Kai Milla Morris)

## Discografie
- The Jazz Soul of Little Stevie (1962)
- Tribute to Uncle Ray (1962)
- With a Song in My Heart (1963)
- Stevie at the Beach (1964)
- Up-Tight (1966)
- Down to Earth (1966)
- I Was Made to Love Her (1967)
- Someday at Christmas (1967)
- Eivets Rednow (1968)
- For Once in My Life (1968)
- My Cherie Amour (1969)
- Signed, Sealed & Delivered (1970)
- Where I'm Coming From (1971)
- Music of My Mind (1972)
- Talking Book (1972)
- Innervisions (1973)
- Fulfillingness' First Finale (1974)
- Songs in the Key of Life (1976)
- Stevie Wonder's Journey Through "The Secret Life of Plants" (1979)
- Hotter than July (1980)
- The Woman in Red (1984)
- In Square Circle (1985)
- Characters (1987)
- Jungle Fever (1991)
- Conversation Peace (1995)
- A Time to Love (2005)